# (342842) 2008 YB3
(342842) 2008 YB3, tạm thời chỉ định 2008 YB3, là một centaur khá lớn và damocloid ngược từ bên ngoài Hệ Mặt Trời, có đường kính khoảng 67 km (42 dặm). Nó được phát hiện vào ngày 18 tháng 12 năm 2008 bởi các nhà thiên văn học với Khảo sát Siding Spring tại Đài thiên văn Siding Spring ở Úc. Hành tinh nhỏ được đánh số vào năm 2012 và kể từ đó chưa được đặt tên.

## Quỹ đạo và phân loại
2008 YB3 quay quanh Mặt trời ở khoảng cách 6,5 Linh16,7 AU cứ sau 39 năm và 7 tháng (14,460 ngày; trục bán chính là 11,62 AU). Quỹ đạo của nó có độ lệch tâm 0,44 và độ nghiêng 105 ° so với đường hoàng đạo. Vòng cung quan sát của vật thể bắt đầu bằng quan sát khám phá chính thức tại Siding Spring vào tháng 12 năm 2008.

### Centaur và Damocloid
2008 YB3 là một thành viên của nhóm centaur, một quần thể các vật thể chuyển động bên trong chuyển từ vành đai Kuiper sang nhóm sao chổi gia đình sao Mộc. Bay trên quỹ đạo chủ yếu giữa Sao Mộc và Sao Hải Vương, chúng thường có trục bán chính từ 5,5 đến 30,1 AU. Centaur là những cơ thể giống như sao chổi với quỹ đạo lệch tâm. Tuổi thọ động ngắn của chúng là do các lực gây nhiễu tác động lên chúng bởi các hành tinh bên ngoài của Hệ Mặt trời.
Vật thể nằm trên quỹ đạo ngược vì nó có độ nghiêng hơn 90 °. Chỉ có khoảng một trăm hành tinh nhỏ bị thụt lùi được biết đến trong số gần 800.000 cơ thể được quan sát, và cùng với 2013 LU28 và 2011 MM4, nó là một trong những vật thể lớn nhất như vậy. Đối tượng cũng đáp ứng định nghĩa quỹ đạo là một damocloid. Đây là một nhóm nhỏ các vật thể giống như sao chổi không có hôn mê hoặc đuôi và thông số của Tisserand đối với Sao Mộc nhỏ hơn 2 bên cạnh quỹ đạo ngược.